# 大屯駅
大屯駅（だいとんえき）は、中華人民共和国吉林省長春市朝陽区にある駅。

## 歴史
- 1907年 開業。

## 隣の駅
中華人民共和国鉄道部
京哈線
范家屯駅 - 大屯駅 - 長春南駅
座標: 北緯43度46分36秒 東経125度09分20秒 / 北緯43.77666度 東経125.15568度